# Стефан Панов
Стефан (Степан) Симеонов Панов е български и руски чиновник.

## Биография
Роден е през 1812 г. в плевенското село Горни Дъбник в богато земеделско семейство. Семейството му се преселват от Бесарабия. Стефан Панов е чичо на Олимпий, Димитър и Павел Панов и след като родителите им почиват той ги отглежда. Получава образование в Русия. В периода 1829 – 1844 е чиновник в руското колонистко управление в Бесарабия. От 1844 до 1856 г. е началник на Измаилския колонистки окръг. Между 1857 и 1872 г. е преводач в Болградската префектура, като до 1878 г. е член на Болградската постоянна комисия при румънската префектура. От 1878 г. е член на Плевенския окръжен съд и като такъв е избран в Учредителното събрание „по звание“. Консерватор по убеждение и отказва да подпише конституцията.
Стефан Панов подпомага Аполон Скалковски в събирането на етнографски материали за българските преселници в Русия. Носител е на орден „Св. Анна“. Умира през 1879 г. в Плевен.